# Lightspark
Lightspark è un Free and Open Source Software distribuito sotto licenza GNU Lesser General Public License il cui intento è la creazione di un riproduttore di file in formato Adobe Flash, Lightspark è ancora in stato alpha, attualmente implementa circa il 76% delle API Flash.
L'attuale versione è la 0.8.7.
Flash è stato dichiarato obsoleto il 31 dicembre 2020.